# NGC 7187
NGC 7187 est une galaxie lenticulaire à anneaux située dans la constellation du Poisson austral. Sa vitesse par rapport au fond diffus cosmologique est de 2 399 ± 28 km/s, ce qui correspond à une distance de Hubble de 35,4 ± 2,5 Mpc (∼115 millions d'al). NGC 7187 a été découverte par l'astronome américain Francis Leavenworth en 1886.
NGC 7187 a été utilisé par Gérard de Vaucouleurs comme une galaxie de type morphologique (R)SAB(r)0+) dans son atlas des galaxies,

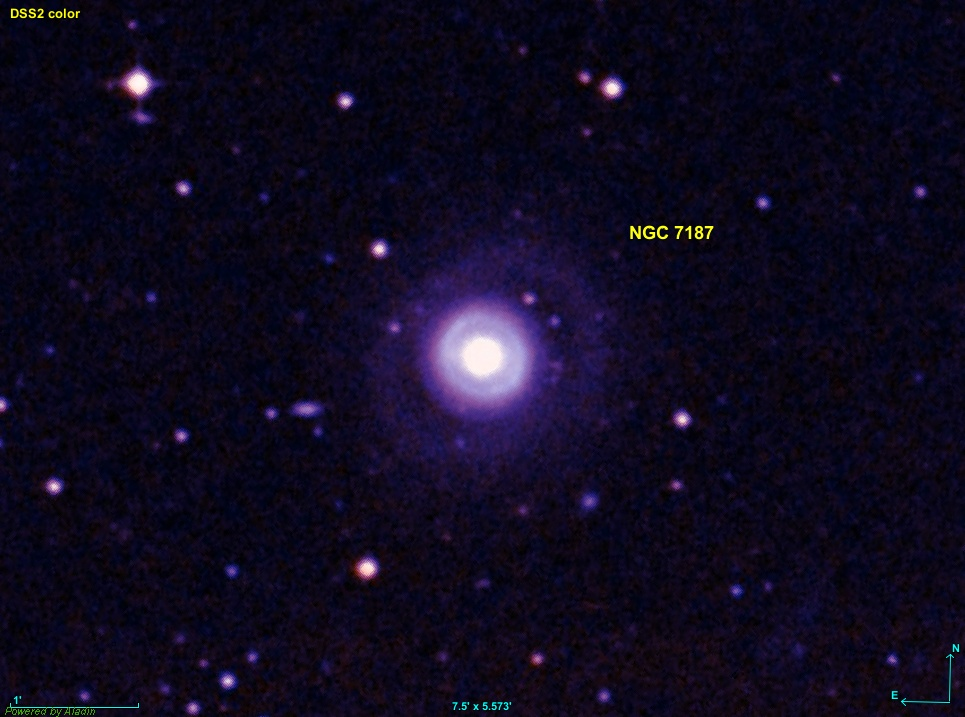
Les multiples anneaux de NGC 7187 en contraste rehaussé.

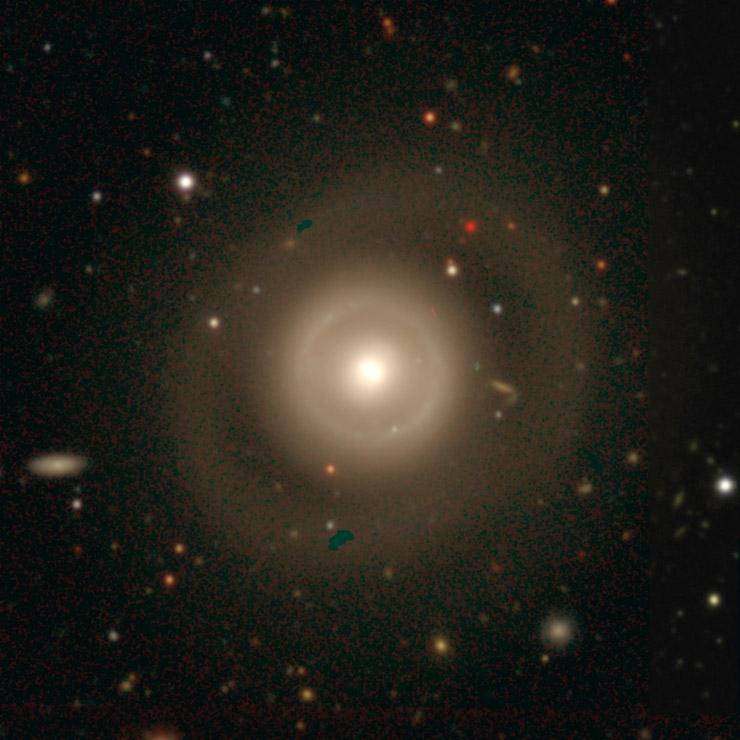
Les multiples anneaux de NGC 7187 sont aussi visible sur cette image du projet « Legacy Surveys DR10 ».

.

## Supernova
La supernova ATLAS17jiv a été découverte en aout 2017 dans NGC 7187 par le relevé robotisé ATLAS. Cette supernova était située aux coordonnées 330.685667h et -32.802167°.

## Groupe d'IC 5156
Selon A. M. Garcia NGC 7187 fait partie du groupe d'IC 5156. Ce groupe de galaxies renferme au moins 14 membres. Les autres galaxie sont NGC 7154, NGC 7172, NGC 7173, NGC 7174, NGC 7176, IC 5156 et six autre galaxies du catalogue ESO.